# Enhanced Intel SpeedStep Technology
Enhanced Intel SpeedStep Technology (em inglês, Tecnologia Avançada de Passo rápido Intel) é uma tecnologia empregada nas CPUs Intel que permite otimizar a frequência de operação e a tensão dos núcleos do processador baseado na carga de trabalho requerida pelas aplicações. Foi lançada em 2004 para servidores e em 2005 para processadores móveis.